# Lionel Plumenail
Lionel Plumenail (n. 22 ianuarie 1967, Bordeaux, Franța) este un scrimer ce a reprezentat Franța, medaliat olimpic. A participat la 2 ediții ale Jocurilor Olimpice (1996, 2000) în care a câștigat o medalie de argint.